# Liste des races de lapins

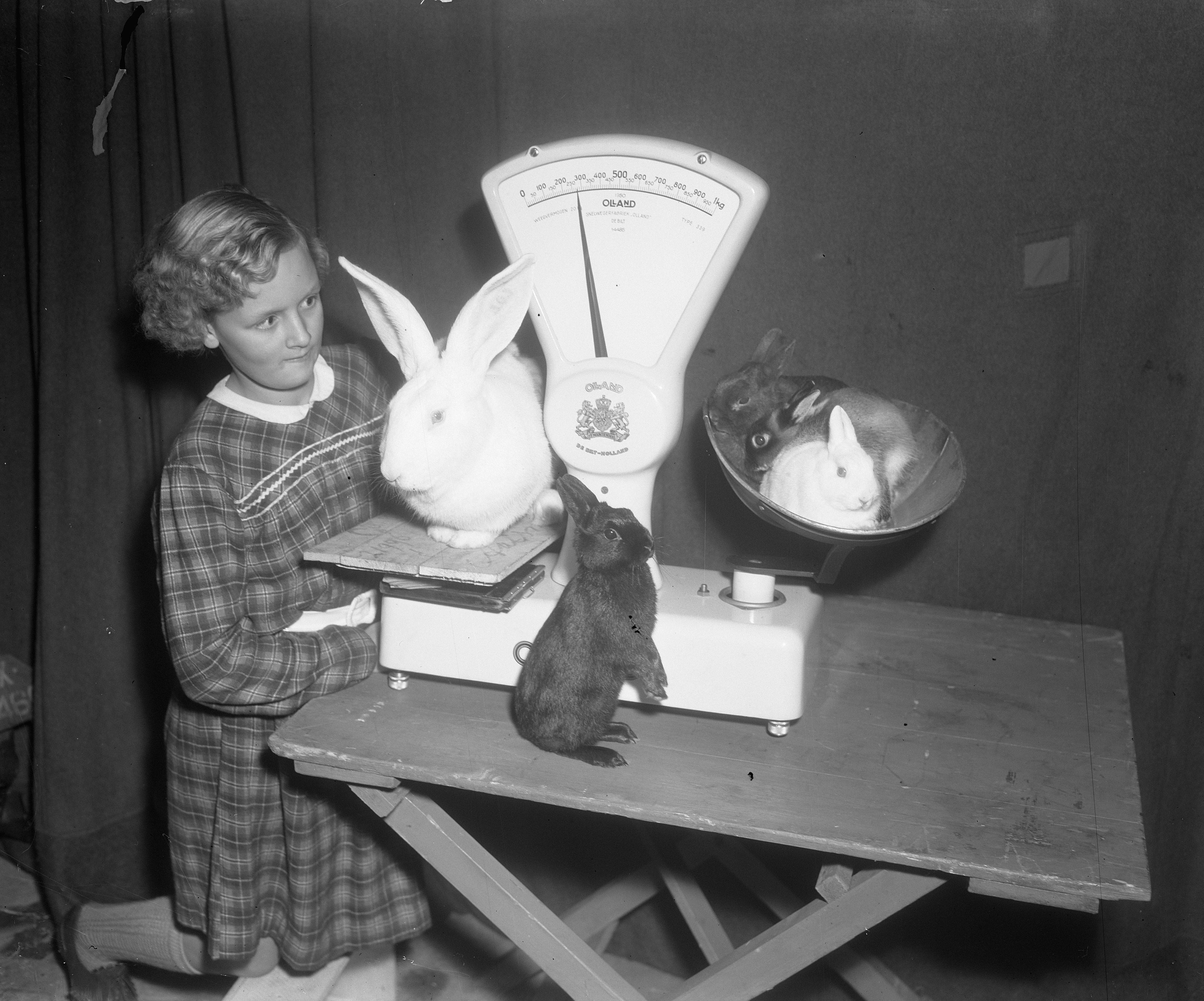
Lapins de différentes races présentés en 1952, lors d’une exposition agricole.

Cette liste des races de lapins propose une liste des races de lapins domestiques. Elle mentionne principalement les races officiellement reconnues par la Fédération française de cuniculiculture, ainsi que quelques autres, admises par des fédérations d'autres pays que la France.

## Origine des races de lapin
Les races de lapins domestiques, toutes issues du lapin de garenne européen (Oryctolagus cuniculus), sont apparues récemment. Elles n'ont en effet été fixées réellement qu'au XIXe siècle On a répertorié 60 de ces premières races, dites races patrimoniales, dans l'ensemble de l'Europe. Parmi les premières races connues au début du XIXe siècle on compte notamment le lapin commun (blanc, gris-roux ou fauve), le lapin riche (argenté), le lapin angora et lapin patagonien. Les races se sont ensuite multipliées par différents mécanismes. Tout d'abord certaines sont issues de la longue sélection des races d'origine dans des régions données. C'est le cas du lièvre belge, de l'argenté, du papillon, du noir et feu, du japonais, de l'angora, du géant des Flandres, du russe, du bélier et du hollandais, cités à la fin du XIXe siècle dans son traité de zootechnie par le professeur Cornevin. comme c'est le cas de l'argenté de Champagne ou du fauve de Bourgogne. D'autres, plus récentes, sont issues de croisements opérés entre ces races, comme le californien ou le géant blanc du Bouscat. Enfin, des races sont nées de modifications génétiques parfois fortuites comme pour le lapin rex ou dirigées par la sélection humaine comme pour le blanc de Hotot. On compte ainsi environ 150 races en Europe. Les races françaises sont répertoriées dans le livre "Les lapins de race, spécificités zoologiques, standards officiels", écrit par la Commission technique et des standards de la Fédération française de cuniculiculture.
Certains éleveurs ont joué un grand rôle dans l'apparition de certaines races, en découvrant une mutation ou en sélectionnant drastiquement sur certaines caractéristiques morphologiques. On peut notamment citer les noms de Mme Lemarie (Havane et Grand Russe), M. et Mme Dulon (Bouscat), Mme Bernhard (Hotot), Mme Douillard (Vendée), M. Renard (Fauve de Bourgogne), M. Dybowski (Chinchilla), M. Fraineau (Zibeline), M. Kauffmann (Brun marron de Lorraine), et de l'abbé Gillet (lapin rex).
La Fédération Française de Cuniculture fixe le standard officiel et la liste des races de lapins reconnues par les éleveurs français.

## Races par ordre alphabétique
- Haut – A
- B
- C
- D
- E
- F
- G
- H
- I
- J
- K
- L
- M
- N
- O
- P
- Q
- R
- S
- T
- U
- V
- W
- X
- Y
- Z

### A
| Nom                     | Origine     | Poids        | Image | Sources |
| ----------------------- | ----------- | ------------ | ----- | ------- |
| Alaska                  | Allemagne   | 3,2 – 4,1 kg |       | ,       |
| Altex (en)              | États-Unis  | 4,5 – 9 kg   |       | [ 6 ]   |
| Américain (en)          | États-Unis  | 4 – 5,5 kg   |       | [ 7 ]   |
| Angora                  |             |              |       |         |
| Angora français         | France      | 4 - 5 kg     |       | [ 8 ]   |
| Argenté anglais         | Royaume-Uni | 2 - 3 kg     |       | [ 9 ]   |
| Argenté de Champagne    | France      | 4 - 5,5 kg   |       | [ 5 ]   |
| Argenté de Saint Hubert | France      | 4 - 5 kg     |       | [ 5 ]   |

- Haut – A
- B
- C
- D
- E
- F
- G
- H
- I
- J
- K
- L
- M
- N
- O
- P
- Q
- R
- S
- T
- U
- V
- W
- X
- Y
- Z

### B
| Nom                                 | Origine     | Poids        | Image | Sources |
| ----------------------------------- | ----------- | ------------ | ----- | ------- |
| Barbu de Gand                       | Belgique    | 4,25 - 5 kg  |       | [ 8 ]   |
| Bélier (Lope)                       |             |              |       |         |
| Bélier anglais                      | Royaume-Uni | 3,5 - 5,5 kg |       | [ 5 ]   |
| Bélier français                     | France      | > 4,5 kg     |       | [ 10 ]  |
| Bélier Meissner (Bélier de Meissen) | Allemagne   | 4,5 - 5,5 kg |       | [ 5 ]   |
| Blanc de Hotot                      | France      |              |       | [ 5 ]   |
| Blanc de Termonde                   | Belgique    | 4 - 5,5 kg   |       |         |
| Blanc de Vendée                     | France      |              |       | [ 5 ]   |
| Blanc de Vienne                     | Autriche    | 3 - 5 kg     |       | [ 5 ]   |
| Bleu de Beveren                     | Belgique    | 3 - 4 kg     |       |         |
| Bleu de Vienne                      | Autriche    | 3,5 - 5,5 kg |       |         |
| Brun marron de Lorraine             | France      | 1,5 - 2,5 kg |       | ,       |

- Haut – A
- B
- C
- D
- E
- F
- G
- H
- I
- J
- K
- L
- M
- N
- O
- P
- Q
- R
- S
- T
- U
- V
- W
- X
- Y
- Z

### C
| Nom                 | Origine    | Poids         | Image | Sources |
| ------------------- | ---------- | ------------- | ----- | ------- |
| Californien         | États-Unis | 3,5 - 4,75 kg |       | [ 5 ]   |
| Chamois de Thuringe | Allemagne  | 2,5 - 4,25 kg |       | [ 5 ]   |
| Chinchilla          | France     | 2 - 3 kg      |       | ,       |

- Haut – A
- B
- C
- D
- E
- F
- G
- H
- I
- J
- K
- L
- M
- N
- O
- P
- Q
- R
- S
- T
- U
- V
- W
- X
- Y
- Z

### D
| Nom          | Origine   | Poids          | Image | Sources |
| ------------ | --------- | -------------- | ----- | ------- |
| Doré de Saxe | Allemagne | 2,75 – 3,25 kg |       |         |

- Haut – A
- B
- C
- D
- E
- F
- G
- H
- I
- J
- K
- L
- M
- N
- O
- P
- Q
- R
- S
- T
- U
- V
- W
- X
- Y
- Z

### F
| Nom                | Origine    | Poids      | Image | Sources |
| ------------------ | ---------- | ---------- | ----- | ------- |
| Fauve de Bourgogne | France     | 3,5 - 5 kg |       | [ 5 ]   |
| Feh de Marbourg    | Allemagne  |            |       | ,       |
| Feu havane         |            |            |       | [ 9 ]   |
| Feu noir           | Angleterre |            |       | ,       |

- Haut – A
- B
- C
- D
- E
- F
- G
- H
- I
- J
- K
- L
- M
- N
- O
- P
- Q
- R
- S
- T
- U
- V
- W
- X
- Y
- Z

### G
| Nom                     | Origine     | Poids          | Image | Sources |
| ----------------------- | ----------- | -------------- | ----- | ------- |
| Géant blanc du Bouscat  | France      | 5 - 6,5 kg     |       | [ 15 ]  |
| Géant des Flandres      | Belgique    | 5 - 6 kg       |       | [ 16 ]  |
| Géant papillon français | France      | > 6 kg         |       | [ 17 ]  |
| Grand chinchilla        | Royaume-Uni | 3,5 - 5,5 kg   |       | ,       |
| Grand Russe             | France      | 3,5 - 5 kg     |       | [ 5 ]   |
| Gris de l'Artois        | France      | 4,25 - 5,25 kg |       | [ 5 ]   |
| Gris de Touraine        | France      | 3,75 et 4,5 kg |       | [ 5 ]   |
| Gris de Vienne          | Allemagne   | 3 - 5 kg       |       |         |
| Gris bleu de Vienne     | Allemagne   | 3,5 - 5,5 kg   |       |         |
| Gris du Bourbonnais     | France      | 3,5 - 5 kg     |       | [ 5 ]   |

- Haut – A
- B
- C
- D
- E
- F
- G
- H
- I
- J
- K
- L
- M
- N
- O
- P
- Q
- R
- S
- T
- U
- V
- W
- X
- Y
- Z

### H
| Nom             | Origine     | Poids        | Image | Sources |
| --------------- | ----------- | ------------ | ----- | ------- |
| Havane          |             |              |       | [ 19 ]  |
| Havane français | France      | 2,5 - 2,9 kg |       | [ 20 ]  |
| Hermine         | Royaume-Uni | 1 - 1,35 kg  |       |         |
| Hollandais      | Pays-Bas    | 2 - 3 kg     |       |         |
| Hotot nain      | Allemagne   |              |       |         |

- Haut – A
- B
- C
- D
- E
- F
- G
- H
- I
- J
- K
- L
- M
- N
- O
- P
- Q
- R
- S
- T
- U
- V
- W
- X
- Y
- Z

### J
| Nom          | Origine   | Poids       | Image | Sources |
| ------------ | --------- | ----------- | ----- | ------- |
| Japonais     | France    | 3 - 4,5 kg  |       | [ 5 ]   |
| Jarres noirs | Allemagne | 2 - 3,25 kg |       | [ 21 ]  |

- Haut – A
- B
- C
- D
- E
- F
- G
- H
- I
- J
- K
- L
- M
- N
- O
- P
- Q
- R
- S
- T
- U
- V
- W
- X
- Y
- Z

### L
| Nom                | Origine   | Poids         | Image | Sources |
| ------------------ | --------- | ------------- | ----- | ------- |
| Lapin blanc danois | Danemark  | 3,8 - 4,6 kg  |       |         |
| Lapin chèvre       | France    | 3,5 - 4,25 kg |       | [ 5 ]   |
| Lapin nain         |           | 1 - 1,25      |       |         |
| Lapin riche        |           | race éteinte  |       |         |
| Lièvre belge       | Belgique  | 3 - 4,5 kg    |       | ,       |
| Lynx               | Allemagne | 2 - 2,5 kg    |       | [ 23 ]  |

- Haut – A
- B
- C
- D
- E
- F
- G
- H
- I
- J
- K
- L
- M
- N
- O
- P
- Q
- R
- S
- T
- U
- V
- W
- X
- Y
- Z

### N
| Nom             | Origine     | Poids         | Image | Sources |
| --------------- | ----------- | ------------- | ----- | ------- |
| Nain angora     | Belgique    | 1,2 - 1,5 kg  |       |         |
| Nain bélier     |             | 1,4 - 1,7 kg  |       |         |
| Nain de couleur | Pays-Bas    | 1 - 1,25 kg   |       |         |
| Nain satin      | France      | 1 - 1,5 kg    |       |         |
| Néo-zélandais   | États-Unis  | 4,5 - 5,5 kg  |       | [ 5 ]   |
| Noir de Vienne  | Allemagne   | 3,5 - 5,5 kg  |       |         |
| Noir et blanc   | Royaume-Uni | 2,5 - 4,25 kg |       | [ 24 ]  |
| Normand         | France      | 3,5 - 4 kg    |       | [ 5 ]   |

- Haut – A
- B
- C
- D
- E
- F
- G
- H
- I
- J
- K
- L
- M
- N
- O
- P
- Q
- R
- S
- T
- U
- V
- W
- X
- Y
- Z

### P
| Nom              | Origine          | Poids         | Image | Sources |
| ---------------- | ---------------- | ------------- | ----- | ------- |
| Papillon anglais | Royaume-Uni      | 2 - 3 kg      |       |         |
| Papillon rhénan  | Allemagne        | 2,75 - 4,5 kg |       | [ 5 ]   |
| Perl Feh         | Allemagne        | 2,5 - 3 kg    |       | [ 25 ]  |
| Petit papillon   | Autriche-Hongrie | 3 - 3,75 kg   |       | [ 5 ]   |
| Petit rex        | États-Unis       | 2 - 2,75 kg   |       | [ 8 ]   |

- Haut – A
- B
- C
- D
- E
- F
- G
- H
- I
- J
- K
- L
- M
- N
- O
- P
- Q
- R
- S
- T
- U
- V
- W
- X
- Y
- Z

### R
| Nom                    | Origine | Poids          | Image | Sources |
| ---------------------- | ------- | -------------- | ----- | ------- |
| Renard                 | Suisse  | 3 - 3,75 kg    |       | [ 8 ]   |
| Rex                    | France  | 4,5 - 4,75 kg  |       | [ 8 ]   |
| Rex du Poitou (Orylag) | France  | 2,5 - 2,8 kg   |       |         |
| Russe                  | Chine   | 2,25 - 2,70 kg |       |         |

- Haut – A
- B
- C
- D
- E
- F
- G
- H
- I
- J
- K
- L
- M
- N
- O
- P
- Q
- R
- S
- T
- U
- V
- W
- X
- Y
- Z

### S
| Nom              | Origine    | Poids       | Image | Sources |
| ---------------- | ---------- | ----------- | ----- | ------- |
| Sablé des Vosges | France     |             |       |         |
| Sallander        | Pays-Bas   | 3,25 - 4 kg |       | [ 5 ]   |
| Satin            | États-Unis |             |       | [ 8 ]   |

- Haut – A
- B
- C
- D
- E
- F
- G
- H
- I
- J
- K
- L
- M
- N
- O
- P
- Q
- R
- S
- T
- U
- V
- W
- X
- Y
- Z

### T
| Nom                     | Origine            | Poids        | Image | Sources |
| ----------------------- | ------------------ | ------------ | ----- | ------- |
| Tacheté de Mecklembourg | Allemagne          | 4.5 - 5.5 kg |       | [ 5 ]   |
| Tête de lion            | France et Belgique |              |       |         |

- Haut – A
- B
- C
- D
- E
- F
- G
- H
- I
- J
- K
- L
- M
- N
- O
- P
- Q
- R
- S
- T
- U
- V
- W
- X
- Y
- Z

### V
| Nom              | Origine   | Poids         | Image | Sources |
| ---------------- | --------- | ------------- | ----- | ------- |
| Vienne blanc     | Autriche  | 3 - 5 kg      |       | [ 5 ]   |
| Vienne bleu      | Autriche  | 3,5 - 5,5 kg  |       | [ 5 ]   |
| Vienne gris      | Allemagne | 2 - 2,5 kg    |       | [ 5 ]   |
| Vienne gris bleu | Europe    | 4,5 - 5,25 kg |       | [ 5 ]   |
| Vienne gris fer  | Allemagne | 4 - 4,75 kg   |       | [ 5 ]   |
| Vienne noir      | Allemagne | 4,5 - 5,25 kg |       | [ 5 ]   |